# Alan Jones
Alan Stanley Jones (Melbourne, 1946. november 2. –) ausztrál autóversenyző, az 1980-as Formula–1 világbajnokság győztese.

## Pályafutása

### A Formula–1 előtt
Alan Jones 1946. november 2-án született az ausztráliai Melbourne-ben. Édesapja Stan Jones, hazája ismert autóversenyzője volt, így fia is hamar érdeklődni kezdett a motorsport iránt. Korán elkezdett gokartozni, és miután befejezte tanulmányait, apja autókereskedésében dolgozott, közben pedig egy Minivel versenyzett. Később Stan vásárolt egy kiöregedett Coopert, s Alan ekkor már ezzel járt versenyekre.
1967-ben Jones úgy döntött, hogy Európába megy, hogy felfigyeljenek rá a Formula–1-es csapatfőnökök. Akkori angliai útja, illetve versenyzése nem volt túl sikeres, de 1968-ban újra visszament. Négy évig gyakorlatilag különösebb sikerek nélkül versenyezgetett Angliában, mígnem aztán 1973-ban kapott egy GRD Formula–3-as autót maga alá. Hirtelen elkezdett jó eredményeket szerzett, s ekkor felfigyelt rá, Harry Stiller, akinek meggyőződésévé vált, hogy szép jövő várhat Jones-ra, ha megkapja a megfelelő támogatást. 1974-re finanszírozott neki egy teljes évadot a brit Forma–Atlantic-ban, ahol Alan több versenyt is nyert és az egyik élversenyző lett.

### A Formula–1-ben
Stiller vásárolt Jones-nak egy régi Hesketh-Ford Formula–1-es autót, amivel a pilóta elindulhatott 1975 néhány versenyén a világbajnokságban. Jones az 1975-ös spanyol nagydíjon debütált a Formula–1-ben, de kiesett, ahogy a következő kettőn is. Svédországban utoljára állt rajthoz a Stiller-féle csapat, s Alan először ért célba pályafutása során, de nem szerzett pontot.
A következő Nagydíjon Stiller csapata már nem indult el, Alan a Hill-Ford csapathoz igazolt, mivel azok versenyzője Spanyolországban megsérült. A német nagydíjon indult a Hill színeiben, s ez utóbbi versenyen megszerezte pályafutása első két pontját is egy ötödik hellyel. Ekkor visszatért Stommelen, Jones pedig a Forma-5000-ben folytatta az évet. A Hill csapat tulajdonosa, Graham Hill a tél során repülőgép-szerencsétlenségben életét vesztette és ezzel megszűnt az istálló is. Ekkor sietett segítségére egy másik volt világbajnok, John Surtees, aki már szintén csapattulajdonos volt. Jones 1976 harmadik versenyétől kapcsolódott be a világbajnokságba a Surtees-Forddal. Zolderben és Brands Hatch-ben ötödik, majd az utolsó japán nagydíjon negyedik lett. 7 pontjával végül tizennegyedik lett a világbajnokságban a brazil José Carlos Pace-val holtversenyben. Csapattársai egyetlen pontot sem szereztek.
1976 végén szakított a Surtees-zel és úgy döntött, hogy 1977-ben Amerikában fog versenyezni a hongkongi Teddy Yip Forma-5000-es csapatában valamint USAC versenyeken vesz részt.
Amikor a Formula–1-es Shadow-Ford csapat pilótája, Tom Pryce halálos balesetet szenvedett Dél-Afrikában, a csapat ekkor felvette a kapcsolatot Jones-szal és visszahívta a Formula–1-be.
Alan 1977-es világbajnokságba csak a negyedik versenyen kapcsolódott be. Monacóban hatodik lett, Belgiumban ötödik. Az esős osztrák nagydíjon élete első Formula–1-es győzelmét ünnepelhette. Ez volt csapatának egyetlen futamgyőzelme is. A verseny után Jones teljesítményére természetesen többen felfigyeltek, köztük az új Williams csapat, amely le is szerződtette őt 1978-ra. Az év vége felé szerzett még egy második helyet az olasz nagydíjon, az utolsó két versenyen pedig ötödik lett. 22 ponttal a hetedik lett a világbajnokságban.

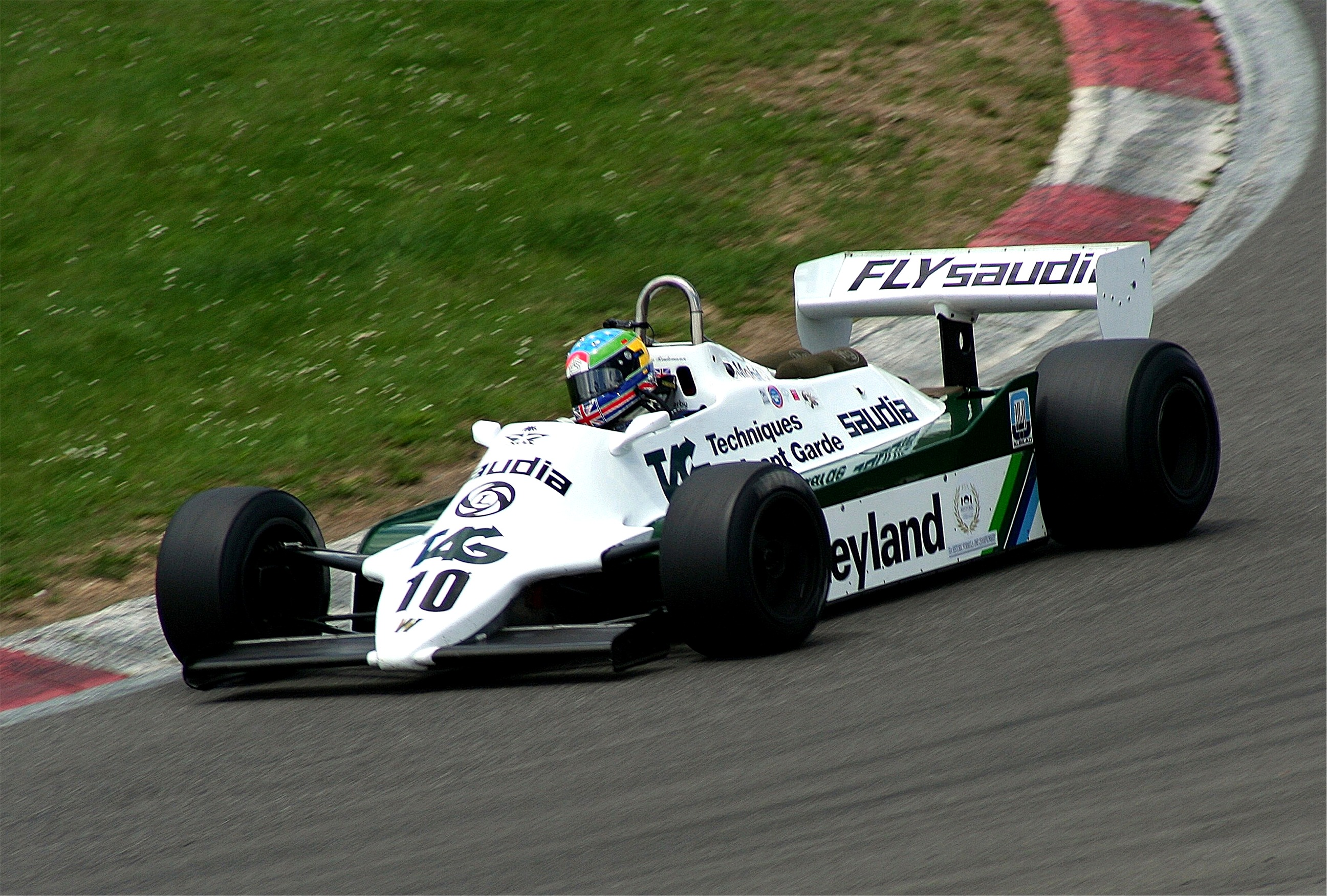
Jones 1981-es Williamse

1978-ban új fejezet kezdődött Jones pályafutásában a Williams-Fordnál. 1978-ban Frank Williams csapata még csupán egy volt a kor sok középszerű alakulata között. 1978-ban a csapat még csak egy versenyzőt, Alan Jonest indította. Három versenyen szerzett pontot, köztük Watkins Glenben Alan második lett. Dél-Afrikában negyedik lett. Összességében Jones 11 ponttal a tizenegyedik helyen végzett holtversenyben Riccardo Patresével (Arrows-Ford).
Jones 1978-ban az amerikai CanAm sorozatban is elindult, és bajnok lett a Jim Hall Lola csapattal.
1979 közepén Patrick Head elkészítette az FW07-es versenygépet, ami remek autónak bizonyult. Jones csapattársat kapott a svájci Clay Regazzoni személyében. Az év elején még a tavalyi FW06-ost használták, ami hasonlóan nem volt olyan versenyképes. Jones Long Beach-en harmadik lett az FW06-tal. Silverstone-ban mutatták be az új FW07-est, amely a mezőny legjobb autójának bizonyult. Először Regazzoni profitált ebből, hiszen ő aratta vele az első győzelmet Silverstone-ban. Alan a futamon az első helyről kiesett, de ezután sorozatban három győzelmet aratott a Német, az Osztrák és a holland nagydíjon. Monzában nem szerzett pontot, de a következő kanadai nagydíjat ismét megnyerte. Az utolsó futamon, Watkins Glenben kiesett. Jones 40 ponttal harmadik lett a két Ferrari-pilóta, Jody Scheckter és Gilles Villeneuve mögött, mivel a Williams autója az első félévben még gyenge volt.
1980-ra Jones mellé új csapattárs került, a szintén jó versenyző argentin Carlos Reutemann. Az év során ez csapaton belüli rivalizálást és konfliktusokat is okozott.
Jones rögtön megnyerte az év első futamát Argentínában. A szezon során ötször nyert futamot. Minden befejezett versenyén dobogós lett a holland nagydíjat kivéve. Az utolsó két futamon Kanadában és Watkins Glenben is diadalmaskodott és ezzel a világbajnoki címet is megszerezte, amely egyben a Williams első világbajnoki címe is volt. Összesen 71 pontot szerzett, amiből 67 számított az év végén. Legközelebbi vetélytársa, Nelson Piquet 54 pontot és három győzelmet szerzett. Csapattársa, Reutemann a harmadik helyen végzett 49 ponttal egy futamgyőzelemmel.

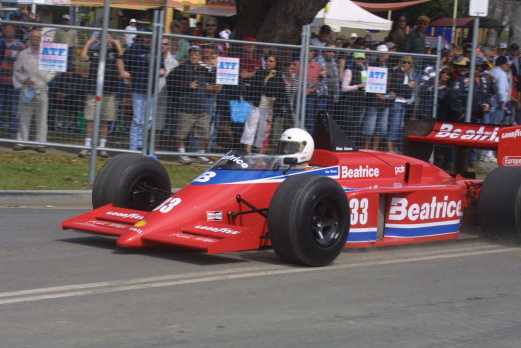
1985-ös Lola THL1

1981-ben a Williams továbbra is az egyik legjobb autóval rendelkezett, de az megbízhatóság és a két versenyző közötti feszültség miatt Jones csak a harmadik lett egyéni bajnokságban 46 ponttal. Csapattársa, Reutemann a második lett. A Williams csapat azonban megszerezte második konstruktőri világbajnoki címét. A világbajnok Nelson Piquet lett a Brabhammel.
Alan ekkor úgy döntött, hogy abbahagyja a versenyzést, de 1983-ban egy verseny erejéig visszatért az Arrows-Ford színeiben Watkins Glenben, ahol nem fejezte be a versenyt.
1984-et kihagyta, majd ismét visszatért 1985-ben egy Lolával négy versenyen vett részt, de nem ért célba egyiken sem. 1986-ban is ugyanannál a csapatnál folytatta folytatta a teljes szezonban. Csak öt alkalommal ért célba, ezek közül Zeltwegben negyedik lett, Monzában pedig hatodik. 4 pontjával tizenkettedik lett a világbajnokságban, majd végérvényesen visszavonult a Formula–1-ből.

### A Formula–1 után
Jones az 1980-as évek végéig az Ausztrál Túraautó bajnokságban versenyzett, ma pedig Formula–1-es szakkommentátorként dolgozik az egyik ausztrál televíziós csatornánál. Örökbefogadott fia, Christian jelenleg is különböző kategóriákban versenyez.

## Teljes Formula–1-es eredménysorozata
(Táblázat értelmezése)

(Félkövér: pole-pozícióból indult; dőlt: leggyorsabb kört futott) 

| Év   | Csapat         | 1      | 2      | 3      | 4      | 5      | 6      | 7      | 8      | 9      | 10     | 11     | 12     | 13     | 14     | 15     | 16     | 17    | Helyezés | Pont    |
| ---- | -------------- | ------ | ------ | ------ | ------ | ------ | ------ | ------ | ------ | ------ | ------ | ------ | ------ | ------ | ------ | ------ | ------ | ----- | -------- | ------- |
| 1975 | Hesketh Racing | ARG    | BRA    | RSA    | ESP Ki | MON Ki | BEL Ki | SWE 11 |        |        |        |        |        |        |        |        |        |       | 17.      | 2       |
| 1975 | Embassy Hill   |        |        |        |        |        |        |        | NED 13 | FRA 16 | GBR 10 | GER 5  | AUT    | ITA    | USA    |        |        |       | 17.      | 2       |
| 1976 | Surtees        | BRA    | RSA    | USW HN | ESP 9  | BEL 5  | MON Ki | SWE 13 | FRA Ki | GBR 5  | GER 10 | AUT Ki | NED 8  | ITA 12 | CAN 16 | USA 8  | JPN 4  |       | 15.      | 7       |
| 1977 | Shadow         | ARG    | BRA    | RSA    | USW Ki | ESP Ki | MON 6  | BEL 5  | SWE 17 | FRA Ki | GBR 7  | GER Ki | AUT 1  | NED Ki | ITA 3  | USA Ki | CAN 4  | JPN 4 | 7.       | 22      |
| 1978 | Williams       | ARG Ki | BRA 11 | RSA 4  | USW 7  | MON Ki | BEL 10 | ESP 8  | SWE Ki | FRA 5  | GBR Ki | GER Ki | AUT Ki | NED Ki | ITA 13 | USA 2  | CAN 9  |       | 11.      | 11      |
| 1979 | Williams       | ARG 9  | BRA Ki | RSA Ki | USW 3  | ESP Ki | BEL Ki | MON Ki | FRA 4  | GBR Ki | GER 1  | AUT 1  | NED 1  | ITA 9  | CAN 1  | USA Ki |        |       | 3.       | 40 (43) |
| 1980 | Williams       | ARG 1  | BRA 3  | RSA Ki | USW Ki | BEL 2  | MON Ki | FRA 1  | GBR 1  | GER 3  | AUT 2  | NED 11 | ITA 2  | CAN 1  | USA 1  |        |        |       | 1.       | 67 (71) |
| 1981 | Williams       | USW 1  | BRA 2  | ARG 4  | SMR 12 | BEL Ki | MON 2  | ESP 7  | FRA 17 | GBR Ki | GER 11 | AUT 4  | NED 3  | ITA 2  | CAN Ki | LVS 1  |        |       | 3.       | 46      |
| 1983 | Arrows         | BRA    | USW Ki | FRA    | SMR    | MON    | BEL    | USE    | CAN    | GBR    | GER    | AUT    | NED    | ITA    | EUR    | RSA    |        |       | –        | 0       |
| 1985 | Haas Lola      | BRA    | POR    | SMR    | MON    | CAN    | USA    | FRA    | GBR    | GER    | AUT    | NED    | ITA Ki | BEL    | EUR Ki | RSA Ni | AUS Ki |       | –        | 0       |
| 1986 | Haas Lola      | BRA Ki | ESP Ki | SMR Ki | MON Ki | BEL 11 | CAN 10 | USE Ki | FRA Ki | GBR Ki | GER 9  | HUN Ki | AUT 4  | ITA 6  | POR Ki | MEX Ki | AUS Ki |       | 12.      | 4       |